# Franck Kessié
Franck Yannick Kessié (Ouragahio, 1996. december 19. –) elefántcsontparti válogatott labdarúgó, középpályás. A Saudi Pro League-ben szereplő El-Áhlí játékosa.

## Pályafutása

### A kezdeti évek
Kessié Ouragahio városában született és a hazai élvonalban szereplő Stella Club csapatában kezdte profi pályafutását. A felnőttek között 2014-ben mutatkozott be. 10 bajnoki mérkőzésen három gólt szerzett, mielőtt 2015 januárjában Európába igazolt. 

### Atalanta
2015. január 29-én három éves szerződést írt alá az olasz élvonalbeli Atalantához. Először a klub fiataljainak helyt adó Primavera csapatban kapott lehetőséget, március 1-jén az AC Milan hasonló korú csapata ellen lépett pályára először új csapatában. Az első fél évében hét bajnokin kapott lehetőséget. 
2015. április 18-án felhívták az AS Roma ellen készülő nagy csapat keretéhez, de az 1-1-es döntetlennel végződő találkozón nem kapott játéklehetőséget.

### Cesena
2015. augusztus 26-án egy évre a másodosztályú Cesena vette kölcsön. Szeptember 26-án mutatkozott be új csapatában, Antonino Ragusa cseréjeként állt be a Perugia elleni 0-0-s bajnokin. Első gólját október 31-én szerezte a Virtus Lanciano elleni 2-0-s hazai győzelem alkalmával. Alapembere lett a feljutásért harcoló, végül a rájátszásról lemaradó csapatnak, amelyben 38 bajnokin négy gólt szerzett.

### Újra Atalanta
Gian Piero Gasperini számított rá a következő szezonban, így Kessié visszatért a kölcsönből anyaegyesületéhez. 2016. augusztus 13-án, a cremoniai derbin lépett pályára először az Atalanta első csapatában az Olasz Kupában. Hat nappal később meghosszabbította a szerződését 2021 nyaráig. Augusztus 21-én a Seria A-ban is átesett a tűzkeresztségen, miután végigjátszotta az SS Lazio ellen 4-3-ra elveszített bajnokit. Egy hét múlva a UC Sampdoria ellen megszerezte első gólját is.

### AC Milan
2017. június 2-án kétéves kölcsönszerződést írt alá az AC Milannal.
Huszonöt nap múlva debütált az Universitatea Craiova elleni győztes mérkőzésen az Európa Liga selejtezőjében.
Augusztus 20-án lépett pályára a bajnokságban az FC Crotone vendégeként, amelyen megszerezte a csapat színeiben első gólját a 6. percben büntetőből a 3-0-ra nyert nyitómérkőzésen.
Szeptember 14-én játszotta élete első nemzetközi mérkőzését az Európa Ligában az FK Austria Wien ellen, melyen az utolsó előtti találatnál gólpasszt készített elő az 5-1-re nyert idegenbeli találkozón.
2018. január 21-én első alkalommal tudott duplázni a csapatban a Cagliari Calcio ellen a bajnokság - 21. fordulójában.
2019. július 1-jén kivásárolták az Atalanta kötelékéből.

### Barcelona
2022. július 4-én ingyen szerezte meg játékjogát a katalán sztárcsapat, és 2026-ig kötöttek szerződést.
Augusztus 13-án debütált a La Liga első fordulójában a Rayo Vallecano elleni gólnélküli bajnokin, a második félidő 72. percében Pedri-t váltva.
Szeptember 7-én szerezte első gólját, és lépett pályára a klub színében a Bajnokok Ligájában a Viktoria Plzen ellen, az 5–1-s mérkőzés első gólját lőtte a 13. percben.
2023. március 19-én győztes gólt szerzett a Real Madrid elleni 2–1-s hazai bajnoki utolsó perceiben, ez volt az első spanyol bajnoki, és El Clásico gólja karrierje során.

### El-Áhlí
2023. augusztus 9-én 12,5 millió euróért vásárolta ki a szaúdi klub az FC Barcelona kötelékéből.

## A válogatottban
Kessié részt vett a 2013-as U17-es világbajnokságon és a 2015-ös Touloni Ifjúsági Tornán is. Előbbi verseny ideje alatt a Marokkói labdarúgó-szövetség hivatalos panaszt nyújtott be, azt állítva, hogy Kessié nem 16 éves, hanem 22. A FIFA később tagadta ennek tényét. 
2014. szeptember 6-án, 17 évesen debütált a válogatottban egy Afrikai Nemzetek Kupája-selejtezőn Sierra Leone ellen. 2017. január 4-én Michel Dussuyer nevezte a 2017-es afrikai nemzetek kupáján részt vevő 23 fős keretbe. A tornán mindhárom mérkőzésén játszott a csoportkör után búcsúzó címvédő csapatban. 

## Statisztika

### Klub
2023. augusztus 9-i állapot szerint
| Klub             | Szezon           | Bajnokság        | Bajnokság | Bajnokság | Kupa  | Kupa  | Nemzetközi | Nemzetközi | Egyéb | Egyéb | Összes | Összes |
| Klub             | Szezon           | Liga             | Mérk.     | Gólok     | Mérk. | Gólok | Mérk.      | Gólok      | Mérk. | Gólok | Mérk.  | Gólok  |
| ---------------- | ---------------- | ---------------- | --------- | --------- | ----- | ----- | ---------- | ---------- | ----- | ----- | ------ | ------ |
| Stella Club      | 2014/15          | Ligue 1          | 10        | 3         | —     | —     | —          | —          | —     | —     | 10     | 3      |
| Stella Club      | Összesen         | Összesen         | 10        | 3         | —     | —     | —          | —          | —     | —     | 10     | 3      |
| Cesena (kölcsön) | 2015/16          | Serie B          | 37        | 4         | 0     | 0     | —          | —          | —     | —     | 37     | 4      |
| Cesena (kölcsön) | Összesen         | Összesen         | 37        | 4         | 0     | 0     | —          | —          | —     | —     | 37     | 4      |
| Atalanta         | 2016/17          | Serie A          | 30        | 6         | 1     | 1     | —          | —          | —     | —     | 31     | 7      |
| Atalanta         | Összesen         | Összesen         | 30        | 6         | 1     | 1     | —          | —          | —     | —     | 31     | 7      |
| Milan (kölcsön)  | 2017/18          | Serie A          | 37        | 5         | 5     | 0     | 12         | 0          | —     | —     | 54     | 5      |
| Milan (kölcsön)  | 2018/19          | Serie A          | 34        | 7         | 4     | 0     | 3          | 0          | 1     | 0     | 42     | 7      |
| AC Milan         | 2019/20          | Serie A          | 35        | 4         | 3     | 0     | —          | —          | —     | —     | 38     | 4      |
| AC Milan         | 2020/21          | Serie A          | 37        | 13        | 2     | 0     | 11         | 1          | —     | —     | 50     | 14     |
| AC Milan         | 2021/22          | Serie A          | 31        | 6         | 3     | 1     | 5          | 0          | —     | —     | 39     | 7      |
| AC Milan         | Összesen         | Összesen         | 174       | 35        | 17    | 1     | 31         | 1          | 1     | 0     | 223    | 37     |
| Barcelona        | 2022/23          | La Liga          | 28        | 1         | 5     | 1     | 8          | 1          | 2     | 0     | 43     | 3      |
| Barcelona        | Összesen         | Összesen         | 28        | 1         | 5     | 1     | 8          | 1          | 2     | 0     | 43     | 3      |
| El-Áhlí          | 2023/24          | Saudi Pro League | 0         | 0         | 0     | 0     | 0          | 0          | 0     | 0     | 0      | 0      |
| El-Áhlí          | Összesen         | Összesen         | 0         | 0         | 0     | 0     | 0          | 0          | 0     | 0     | 0      | 0      |
| Karrier összesen | Karrier összesen | Karrier összesen | 279       | 49        | 23    | 3     | 39         | 2          | 3     | 0     | 344    | 54     |

1. 1 2 3  Mérkőzése(i) az Európa Ligában
2. ↑  Mérkőzése(i) az Supercoppa Italiana-ban
3. ↑  Mérkőzése(i) a Bajnokok Ligájában
4. ↑  A(z) Bajnokok Ligájában: hatszor, a(z) Európa Ligában: kétszer lépett pályára
5. ↑  gólja a BL-ben
6. ↑  Mérkőzése(i) a(z) Supercopa-ban

### Válogatott
2023. június 24-i állapot szerint
| Elefántcsontpart | Elefántcsontpart | Elefántcsontpart | Elefántcsontpart |
| Év               | Mérk.            | Gólok            |                  |
| ---------------- | ---------------- | ---------------- | ---------------- |
| 2014             | 4                | 0                |                  |
| 2016             | 6                | 0                |                  |
| 2017             | 13               | 0                |                  |
| 2018             | 5                | 0                |                  |
| 2019             | 12               | 1                |                  |
| 2020             | 4                | 2                |                  |
| 2021             | 8                | 2                |                  |
| 2022             | 8                | 2                |                  |
| 2023             | 3                | 1                |                  |
| Összesen         | 63               | 8                |                  |

## Sikerei, díjai
- AC Milan
  - Serie A: 2021–22
- Barcelona
  - Supercopa de España: 2022/23
  - La Liga: 2022/23

## Külső hivatkozások
- Franck Kessié adatlapja az FC Barcelona weboldalán (angolul)
- Franck Kessié adatlapja a Transfermarkt oldalon (angolul)
- Franck Kessié adatlapja a Soccerway oldalon (angolul)
- Franck Kessié – a FIFA adatbázisában
- Franck Kessié adatlapja a National-Football-Teams.com oldalon (angolul)